# Jeanne, la lladre kamikaze
Jeanne, la lladre kamikaze (神風怪盗ジャンヌ, Kamikaze Kaitō Jannu) és una sèrie d'animació japonesa basada en el manga d'Arina Tenemura. Fou adaptada per la Toei Animation i emesa al Japó per TV Asashi des del 13 de febrer de 1999 fins al 29 de gener de 2000. Consta de 44 episodis de 25 minuts de duració cadascun. A Catalunya, la sèrie fou estrenada el 16 de juny de 2003 i es va emetre fins al 14 d'agost del mateix any pel canal K3; Posteriorment s'ha reemès en diverses ocasions.

## Argument
Maron Kusakabe una estudiant d'institut de 16 anys és visitada per un àngel Finn Fish, que l'encomana una missió. El poder de Déu és fragmentat a través de la terra i si no el recupera abans del canvi de mil·lenni, morirà. Per neutralitzar-lo el rei dels dimonis ha enviat un agent per obtenir aquest poder fragmentat, que es troba en la bellesa dins dels cors humans en la forma de peces d'escac. Amb l'ajuda de Finn, Maron es transforma en la reencarnació de Joana d'Arc per poder atrapar els dimonis amagats en les coses de valor sentimental, tant pot ser una obra d'art, com un simple dibuix fet per un fill al seu pare. Quan Maron, guanya un dimoni, l'objecte amb valor sentimental desapareix com si ella els robés, per això ella comença a ser cada cop més coneguda pel nom de lladre kamikaze. Per no ser empresonada s'amaga sota el nom de Jeanne. Per altra banda, la millor amiga de Maron, Miyako, és la filla del detectiu de policia encarregat del cas de Jeanne, la lladre kamikaze.
A mesura que la història progressa, Maron i Miyako s'enamoren de Chiaki, un alumne nou a la seva classe, el qual vol parar els peus a Maron en la seva missió de recollida de peces d'escac, ja que Chiaki és coneixedor de què l'àngel Finn Fish és realment un àngel caigut "Da-Tenshi" que aparenta ser un àngel normal. En primer moment Chiaki fa veure que s'enamora de Maron per acostar-se cada cop més, sabent que Maron és Jeanne, però a poc a poc es va enamorant de veritat. D'altra banda, Maron està confusa, ja que no sap el veritable significat d'amor perquè els seus pares la van abandonar amb 10 anys i ningú li ha ensenyat com lidiar amb els seus sentiments.

## Personatges
Maron Kusakabe (日下部 まろん, Kusakabe Maron)
És la protagonista de la sèrie, Maron és una estudiant l'institut de 16 anys. És una noia molt atlètica a la que li agrada la gimnàstica rítmica, a més es pot transformar en Jeanne, la lladre kamikaze. Maron va ser abandonada pels seus pares que aparenten treballar a l'estranger, però estan posseïts per dimonis, això fa que ella visqui sola en l'apartament. Maron té una missió molt important, ja que ha de recuperar el poder de Déu perquè és la reencarnació de Joana d'Arc.
Chiaki Nagoya (名古屋 稚空, Nagoya Chiaki)
És un company de classe de Maron, té el poder de transformar-se en el lladre Simbad (怪盗 シンドバッド, Kaitō Shindobaddo) és el rival de Jeanne el qual també recull el poder dels dimonis. Maron no s'adona que Chiaki és Simbad en realitat, per altra banda, ell sí que és coneixedor del seu àlter ego. Chiaki es trasllada al mateix edifici d'apartament que Maron i Miyako per poder controlar Maron i així evitar que ella pugui recollir el poder dels dimonis. Chiaki s'acaba enamorant de Maron.
Miyako Toudaiji (東大寺 都, Tōdaiji Miyako)
És companya de classe de Maron i la seva millor amiga des que eren petites. Viu a l'apartament del davant de la Maron amb els seus pares. Miyako és filla del detectiu de policia al càrrec del cas de detenció de la Jeanne. El seu somni és seguir els passos del seu pare i sempre s'involucra en els casos del seu pare per donar un cop de mà.
Miyako al principi està enamorada de Chiaki i es posa gelosa de Maron, però a poc a poc va acceptant la relació de tots dos a mesura que va creixent.
Finn Fish (フィン·フィッシュ, Fin Fisshu)
És la petita aprenenta d'àngel que acompanya i ajuda Maron a parar els peus al rei dels dimonis. Ella li dona el poder per transformar-se en la lladre fantasma Jeanne. En el capítol 19, es descobreix que aquesta petita ajudant no és un àngel, sinó un àngel caigut que procura aconseguir més poder i fer mal a la reencarnació de Joana d'Arc
Access Time (アクセス·タイム, Akusesu Taimu)
És el petit acompanyant de Chiaki el qual detecta dimonis i li proporciona el poder de transformar-se en el lladre Simbad. És un àngel fosc perquè encara no s'ha convertit en un de pur. Està enamorat de Finn Fish i intenta convertir-se en àngel per poder estar amb ella. Access Time està contínuament declarant-se amorosament i intentant empaitar Finn.

## Llista d'episodis
El primer episodi es va estrenar al Japó a TV Asahi el 13 de febrer de 1999, on es va emetre durant dues temporades, que constaven de 44 episodis, fins a acabar el 29 de gener de 2000.
La sèrie utilitza quatre peces musicals temàtiques. Als primers 27 episodis, "Piece of Love", de Shazna, fa d'opening i "Haruka..." (ハルカ...), de Pierrot, fa d'ending. A la resta d'episodis, l'opening és "Dive into Shine", de Lastier, i l'ending és "Till The End", de Hibiki.